# Elemento primo
En álgebra abstracta, un elemento de un anillo es primo si satisface una condición similar a la establecida por el lema de Euclides.
| Si R es un anillo conmutativo, un elemento p de R es primo si 1. p no es el elemento cero 2. p no es una unidad 3. Cada vez que p divida a un producto ab, entonces necesariamente divide a alguno de los dos factores: p divide a a o p divide a b. |

O condensando: Un elemento k no nulo y no invertible de un anillo R se llama primo, si cada vez que k divide al producto de dos elementos de R, también divide uno de sus factores. Se ve que si a es primo, entonces todo asociado de a es primo.
Ejemplos:
2 es primo en el conjunto de los números enteros, pues si 2 divide a s×t, entonces s o t es par, sino de lo contrario el producto sería impar.
5 es primo en el conjunto ℤ de los enteros. Sea que 5 divide a s×t. Por otra parte, se asume que s =5j+m, t = 5k+l, donde 1≤l<5, 1≤m<5 luego st = 5(5jk+jl+km) +ml, de modo que 5 divide a ml . Lo que implica, debido a las desigualdades incluyentes a l y m, que ml = 0; luego  m= 0 o bien l=0; y así 5 divide a s o  5 divide a t.
8 no es primo en Z, pues 8 divide a 4×6 y no divide a 4, tampoco a 6.
Esto es equivalente a la condición que el ideal principal generado por el elemento p sea un ideal primo distinto de cero.

## Relación con elementos irreducibles
La definición usual de número primo  establece que es aquel que sólo tiene por factores a sí mismo y a la unidad. Esta condición se generaliza en teoría de anillos en el concepto de elemento irreducible:
| R es un anillo conmutativo, un elemento q de R es irreducible si para cualquier factorización q=ab entonces alguno de los dos factores es una unidad del anillo. |

Un elemento no nulo y no invertible de un anillo se llama irreducible si sus únicos divisores son los elementos invertibles del anillo y sus propios asociados. Ejemplo 3 es irreducible en Z, ya que sus únicos divisores son 1, -1, 3, -3.
Sin embargo, en un dominio de factorización única ambos conceptos son equivalentes (un elemento primo es irreducible y viceversa). Sin embargo, dicha relación no es válida en general.
En un dominio principal, todo elemento irreducible es primo.
En Z un elemento es primo sii es irreducible.
El anillo de los enteros es un dominio de factorización única. De ahí sigue el TFA

## Citas y referencias
1. ↑  "Curso de álgebra. Vol. I" de Abramo Hefez ( 2001) Lima, ISBN 9972-9394-1-3 pág.80
2. ↑   Ibídem pág 78
3. ↑   Ibídem pp 82 y 83